# اتوبوس مدرسه (فیلم)
اتوبوس مدرسه (انگلیسی: School Bus) یک فیلم به کارگردانی روشن اندروز است که در سال ۲۰۱۶ منتشر شد. جایاسوریا، کونچاکو بوبان و آپارنا گوپینات از جمله بازیگران این فیلم هستند.